# Michel Collas
Michel Collas, né le 2 novembre 1923 dans 17e arrondissement de Paris et mort le 6 avril 2023 à Poissy, est un polytechnicien français, dirigeant d'entreprises dans la sidérurgie.

## Famille
Michel Collas est le fils Robert Collas, ingénieur général de l'air, commandeur de la Légion d'honneur et de Paulette Bouchardon, fille du magistrat Pierre Bouchardon (1870-1950). Marié à Marianne Hubert, il est le père de trois enfants enfants dont l'écrivain Philippe Collas.

## Formation
Ancien élève du lycée Janson de Sailly, il est polytechnicien (reçu en 1942, division D ), ingénieur au Corps des mines et docteur en droit.

## Carrière
Il commence sa carrière dans le service public où il reste quatre ans. Après une année passée à Valenciennes, il travaille en 1949 avec Albert Denis dans le service sidérurgie du ministère de l'Industrie, puis de 1951 à 1952 il est conseiller technique dans le cabinet du ministre de l'Industrie et de l'Énergie Jean-Marie Louvel.
En 1952, il quitte le service public et rejoint la société Sollac à Thionville où après avoir passe 6 mois à Pittsburgh aux États-Unis à étudier le système d'étamage et les lignes de production américaine, il en applique les principes dans l'entreprise.
En 1960, il entre à la Compagnie des ateliers et forges de la Loire (CAFL) comme ingénieur en chef, puis comme directeur général. En 1970, à la fusion de CAFL avec la Société des Forges et Ateliers du Creusot (SFAC) qui amène à la création de Creusot-Loire, il devient directeur général de la branche métallurgie de Creusot-Loire de 1970 à 1978. Il est nommé vice-président de Creusot-Loire en 1978 jusqu'à son départ du groupe en 1982. Pour Creusot-Loire, il est aussi président de diverses sociétés françaises et américaines du groupe comme Phoenix Steel ou Yale Steel.
En 1982 il est élu président de la société Arbel (Mécanique).
Président depuis 1974 de la commission enseignement formation du Conseil national du patronat français (CNPF), il est délégué du CNPF aux affaires européennes, président de la commission financière de l'Unice et membre du Comité Économique et Social Européen.
En 1979 il est élu président de la Chambre syndicale de la sidérurgie,,. En 1988, à l'expiration de son mandat, il en est nommé président d'honneur.
Il meurt à Poissy le 6 avril 2023.

## Distinctions
- Officier de la Légion d'honneur (1988)[12].
- Officier de l'ordre national du Mérite[2].

## Divers
Membre de l'Association des Anciens Honneurs héréditaires, l'A.H.H.